# لارس آمبل
لارس آمبل (سوئدی: Lars Amble؛ ‏ ۱۰ اوت ۱۹۳۹ – ۲۰ اوت ۲۰۱۵) بازیگر و کارگردان فیلم اهل سوئد بود.
از فیلم‌هایی که وی در آن نقش داشته‌است، می‌توان به شرم، تابو، جای نگرانی نیست، قتل‌های ساندهام و مهمانی شرکت اشاره کرد.